# Olga Pöhlmann
Olga Pöhlmann (geboren am 21. April 1880 in Kitzingen; gestorben 17. Mai 1969 in Nürnberg) war eine deutsche Redakteurin sowie Autorin von Jugendbüchern und biografischen Romanen.

## Leben
Olga Krauß war Tochter eines Großkaufmanns, dessen Geschäftsbeziehungen bis nach London reichten. Ihr Großvater Bernhard Krauß war ein Rangschiffer. Sie begann bereits als Kind zu schreiben und versuchte sich in allen literarischen Gattungen; ihr erstes Gedicht verfasste sie im Alter von acht Jahren.
Sie heiratete im Jahr 1900 Hans Pöhlmann, einen Professor der Theologie, von 1908 bis 1914 Herausgeber des protestantischen Kultur-Jahrbuchs Noris. Mit ihm sowie später der gemeinsamen Familie lebte sie ab 1901 in Nürnberg. Sie schrieb weiterhin, darunter biografische Romane. Zudem betätigte sie sich in der Freizeit als Malerin und Musikerin. Sie betreute von 1927 bis 1937 die Frauenzeitung des Fränkischen Kuriers. Zu ihren literarischen Freunden gehörten Rolf Italiaander, Anton Schnack, Paula Grogger und Peter Rosegger. Von Jochen Klepper erhielt sie bereits 1928 eine Würdigung in Form eines Aufsatzes.

## Werke
- Gute Freunde. Bilder von Walter Heubach. Verse von Olga Pöhlmann, Nürnberg o. J.
- Die arme Stadt. Ein Zeitbild aus dem Bauernkriege, Hamburg 1912
- Hänschen und Fränzchen. Die beiden Bösewichte, Nürnberg 1919
- Käthe Hallerin. Historischer Roman, Nürnberg 1919
- Die drei Mädel von Finsterviereck. Roman, München 1921
- Der Puppenspieler. Die Geschichte eines unmöglichen Menschen, München 1921
- Niklas Muffel, Stuttgart 1921 (spätere Ausgaben mit dem Untertitel „Ein Nürnberger Roman“ bzw. „Der Losunger“)
- Hans Kleberg. Roman aus dem Nürnberg Albrecht Dürers, Breslau 1926
- Fränkisches Mosaik. Erzählungen, Feuchtwangen 1928
- Elisabeth Krauß. Eine altnürnbergische Geschichte, Nürnberg 1934
- Maria Sybilla Merian. Roman, Berlin 1935
- Einsame Pfade. Die Jugend der Annette von Droste-Hülshoff. Ein kleiner Roman für junge Mädchen, Leipzig 1936
- Medard und die Frauen. Roman, Leipzig 1936
- Drei Mädel auf einem Weg. Ein Jungmädchenroman, Berlin 1937. (2. Aufl. von 1956 mit dem Untertitel „Geschichte einer Freundschaft“)
- Drei Wege, Leipzig 1938
- Jan Swammerdam. Naturforscher und Arzt. Biographischer Roman, Zürich 1941 (2. Aufl. von 1957 unter dem Titel: Die unentdeckte Welt. Der Weg des Arztes und Forschers Jan Swammerdam)
- Fahrt ins Leben. Ein Jungmädchen-Roman, Berlin 1938
- Das tanzende Haus. Ein Jungmädchen-Roman, Berlin 1939
- Renate. Roman für junge Mädchen, Nürnberg 1949
- Ilse, Nürnberg 1950
- Renates große Liebe. Frauenroman, Nürnberg 1950
- Karin in der Autofalle, Göttingen 1963